# Gattini (album)
Gattini è una compilation del gruppo musicale italiano Elio e le Storie Tese, pubblicata nel 2009. L'album contiene versioni risuonate con l'orchestra dei loro successi e un DVD.

## Produzione
Venne pubblicato il 23 ottobre 2009 per la distribuzione digitale e il 30 ottobre nel doppio formato CD con allegato un DVD. È una raccolta di successi riarrangiati in chiave sinfonica, realizzata dal gruppo in occasione del ventennale dell'uscita del loro primo album, Elio Samaga Hukapan Kariyana Turu. È stato presentato in anteprima il 26 ottobre 2009, con un concerto al Teatro degli Arcimboldi di Milano, con la collaborazione sul palco della Filarmonica Arturo Toscanini. L'uscita del disco è stata preceduta dal singolo Storia di un bellimbusto, reso disponibile in distribuzione digitale il 2 ottobre 2009, e in seguito inserito come unico inedito nell'album.
Il CD include almeno una canzone per ogni disco della band tranne Esco dal mio corpo e ho molta paura. Per la prima volta in un disco del gruppo non esistono intermezzi fra un brano e l'altro. La versione del CD non include le ultime due tracce, ovvero, Nubi di ieri sul nostro domani odierno, il primo singolo del gruppo, e Der Wahn der Frauen (erster Teil), una versione cantata in tedesco da Guido Block del pezzo La follia della donna (parte I). Assieme al CD è stato incluso anche un foglietto con le date del tour 2010.

## Copertina
La copertina presenta, appunto, alcuni gattini, ognuno associato a un membro del gruppo, rispettivamente Lampone Mazzola (gatto rosso; Cesareo), Clemente Polverino (gatto persiano bianco; Christian Meyer), Farrah Lovati (gatto persiano nero; Elio) e Scrotofeltri Brambilla (gatto bianco; Rocco Tanica); non compare in copertina il gatto associato a Faso, Miniature Lomazzo (gatto bianco e nero), visibile nel libretto del disco. L'insegna dorata presente nella copertina originale era un riferimento all'etichetta discografica tedesca Deutsche Grammophon; è stata poi modificata facendola diventare di colore rosa e più tondeggiante.

## Tracce
1. Gattini (Belisari, Conforti, Civaschi, Fasani) - 0:33
2. John Holmes (una vita per il cinema) (Belisari, Conforti) - 3:54
3. Cassonetto differenziato per il frutto del peccato (Belisari, Conforti) - 4:08
4. Nella vecchia azienda agricola (Kramer, Savona, Belisari, Conforti, Civaschi, Fasani) - 1:14
5. Pork & Cindy (Belisari, Conforti) - 5:00
6. Il vitello dai piedi di balsa (Belisari, Conforti) - 3:14
7. Il vitello dai piedi di balsa (reprise) (Testo: Belisari, Conforti, Fasani; Musica: Belisari, Conforti) - 1:33
8. Uomini col borsello (Ragazza che limoni sola) (Testo: Belisari, Conforti, Civaschi, Fasani; Musica: Belisari, Conforti, Civaschi) - 4:29
9. Essere donna oggi (Testo: Belisari, Conforti; Musica: Belisari, Conforti, Civaschi, Fasani) - 7:18
10. La terra dei cachi (Belisari, Conforti, Civaschi, Fasani) - 4:09
11. Psichedelia (+ ghost track al contrario) (Testo: Conforti; Musica: Belisari, Conforti, Civaschi, Fasani) - 4:19
12. Il rock and roll (Testo: Belisari, Conforti, Fasani; Musica: Belisari, Conforti, Civaschi, Fasani) - 5:41
13. La follia della donna (parte I) (Belisari, Conforti, Civaschi, Fasani) - 3:35
14. Shpalman® (Testo: Belisari, Conforti, Civaschi, Fasani; Musica: Conforti) - 3:33
15. Largo al factotum (Testo: Sterbini; Musica: Rossini) - 4:53
16. Storia di un bellimbusto (Belisari, Conforti, Civaschi, Fasani) - 5:25 - inedito
17. Shpalman® (romanza da salotto) (Testo: Belisari, Conforti, Civaschi, Fasani; Musica: Conforti) - 5:54
18. Nubi di ieri sul nostro domani odierno (Abitudinario) (Testo: Civaschi, Belisari, Fasani; Musica: Belisari, Conforti, Civaschi, Fasani) (bonus track per la versione digitale dell'album e per l'iTunes Store) - 4:19
19. Der Wahn der Frauen (erster Teil) (Belisari, Conforti, Civaschi, Fasani, Block) (bonus track per la versione digitale dell'album) - 3:00

## Brani musicali
L'introduzione, Gattini, campiona i "miao" dallo spot dei croccantini Meow Mix, mentre viene accennata la melodia di Fra' Martino campanaro.
L'inizio di Cassonetto differenziato per il frutto del peccato cita Rock and Roll dei Led Zeppelin e, più avanti, Rapsodia in blu di George Gershwin.
Elio è l'unico del gruppo che appare nella nuova versione di Nella vecchia azienda agricola. L'arrangiamento è infatti suonato solo dall'orchestra.
In Il vitello dai piedi di balsa vengono citate The Great Gig in the Sky dei Pink Floyd e, di nuovo, Rapsodia in blu.
In Essere donna oggi Enrico Ruggeri si "autointerpreta" nella frase «Qual è il mistero che si nasconde dietro le mestruazioni? È venuto il momento di spiegarlo», un evidente riferimento al suo programma Mistero.
Come nella precedente versione, anche in questa versione di Psichedelia è presente una ghost track al contrario.
Il parlato all'inizio de La follia della donna (parte I) cita Roger Waters, leader dei Pink Floyd, e le canzoni Shine On You Crazy Diamond e Welcome to the Machine.
In Il rock and roll si accennano il riff di Donatella di Donatella Rettore, al Concerto brandeburghese n. 5 di Bach e l'ouverture de Il barbiere di Siviglia di Gioachino Rossini dopo le parole «Apicella, no».
Shpalman® (romanza da salotto) è una versione suonata al pianoforte da Rocco Tanica e cantata da Max Pezzali. Sul finale è presente un campionamento preso dal film Blade Runner, di Ridley Scott.

## DVD
Il DVD contiene due mini-documentari e il videoclip di Storia di un bellimbusto.
Il "Making of Gattini", primo video, mostra alcune scene sulla realizzazione del disco, tra cui le prove per i cori utilizzati in John Holmes (una vita per il cinema), Il rock and roll e La follia della donna (parte I), le prove vocali di Sir Oliver Skardy, Riccardo Fogli, Enrico Ruggeri e Mangoni per Uomini col borsello, Il vitello dai piedi di balsa e Il rock and roll, una chiacchierata tra Rocco Tanica, Elio, Faso e Max Pezzali e le foto dei gattini utilizzate nella copertina, nel libretto del CD e nei filmati. Fanno da colonna sonora i brani Nella vecchia azienda agricola, John Holmes (una vita per il cinema), Il rock and roll e Cassonetto differenziato per il frutto del peccato. Nel video appaiono anche MC Costa e Paola Folli.
Il "Making of Storia di un bellimbusto" presenta alcune interviste agli attori presenti nel clip, in ordine di apparizione: Vittorio Cosma, Jantoman, Elio, Rocco Tanica, Cesareo, Faso e Mangoni. Inoltre, in questo video tutti i membri del gruppo sono accreditati come attori eccetto Mangoni, accreditato come artista a sé.

### Tracce
1. Making of Gattini - 12:03
2. Videoclip di Storia di un bellimbusto - 4:21
3. Making of Storia di un bellimbusto - 13:42

### Realizzazione filmati

#### Making ofGattini
- Elio e le Storie Tese, Luca "Luca" Belisari - regia
- Marco Porotti - montaggio
- Caterina Pollini - supervisione

#### Videoclip diStoria di un bellimbusto
- Floriana Frassetto (Slinky Man aka Il tubo), Elio e le Storie Tese, Vittorio Cosma - attori
- Cesare Cicardini - regia
- Igor Ragazzi - montaggio
- Cesare Cicardini, Massimo Schiavon - fotografia
- Mauro Gianesini - assistente cameraman
- Desirèe Sibiriu - produzione
- Simone Fratti - assistente di produzione
- Marco Foglia, Marco Belloni - assistenti

#### Making ofStoria di un bellimbusto
- Luca "Luca" Belisari - regia e montaggio

## Filmati
Sul canale YouTube ufficiale della band sono stati pubblicati alcuni filmati che hanno come protagonisti i gattini della copertina:
- Il pericolo è in agguato... quando meno te lo aspetti;
- Si nascondono nell'ombra... sono tra di noi;
- Loro non sono come te... loro sono... i gattini.

Per ogni video è stato utilizzato, come colonna sonora, un brano riarrangiato dall'orchestra, in ordine Nella vecchia azienda agricola, Uomini col borsello e Il vitello dai piedi di balsa.

## Formazione
- Elio - voce
- Rocco Tanica - tastiera
- Cesareo - chitarra
- Faso - basso
- Christian Meyer - batteria
- Jantoman - tastiera elettronica

### Orchestra
- Alessandro Nidi - arrangiamenti
- Danilo Grassi - direttore
- Michelangelo Mazza, Elena Bassi, Luca Braga, Marco Bronzi, Pierantonio Cazzulani, Veronica Pisani, Francesco Senese - violino
- Francesco Luttada, Matteo Amadasi, Filippo Milani - viola
- Gregorio Buti, Marco Decimo, Marco Dell'Acqua, Leonardo Sesenna - violoncello
- Giuseppe Ettorre, Demetrio Costantino - contrabbasso
- Marco Zoni - flauto
- Gianni Viero - oboe
- Davide Fumagalli - fagotto
- Ugo Favaro - corno
- Marco Bellini, Andrea Giuffredi, Francesco Tamiati - tromba
- Eugenio Abbiatici, Fabio Costa - trombone
- Danilo Grassi - timpani e percussioni
- Peppe Vessicchio - arrangiamenti in La terra dei cachi e Largo al factotum
- Domenico Sarcina - oboe in La terra dei cachi e Largo al factotum
- Bernard Labiausse - flauto ed ottavino in La terra dei cachi e Largo al factotum
- Gianni Minale, Sisto Lino D'Onofrio - clarinetto in La terra dei cachi e Largo al factotum
- Mauro Russo - fagotto in La terra dei cachi e Largo al factotum
- Filippo Azzaretto - corno in La terra dei cachi e Largo al factotum
- Stefano Minale, Giuseppe Fiscale - tromba in La terra dei cachi e Largo al factotum
- Roberto Bianchi, Alessandro Tedesco - trombone in La terra dei cachi e Largo al factotum
- Gennaro Desiderio Ensemble - orchestra d'archi in La terra dei cachi e Largo al factotum

### Ospiti
- Daniele Comoglio - sassofono in Cassonetto differenziato per il frutto del peccato e Pork & Cindy
- Vittorio Cosma - voci in Storia di un bellimbusto
- Lucio Dalla - voce in Psichedelia
- Riccardo Fogli - voce in Uomini col borsello
- Paola Folli - voce in Pork & Cindy, La terra dei cachi, Uomini col borsello, Il vitello dai piedi di balsa e  Storia di un bellimbusto
- Danilo Formaggia - voce in Essere donna oggi, La follia della donna (parte I) ed Il rock and roll
- Max Pezzali - voce in Shpalman (romanza da salotto)
- Enrico Ruggeri - voce in Il vitello dai piedi di balsa, Il vitello dai piedi di balsa (reprise), Essere donna oggi e Cassonetto differenziato per il frutto del peccato
- Nicola Savino - voce in La follia della donna (parte I)
- Sir Oliver Skardy - voce in Uomini col borsello
- Sonia Visentin - voce in Essere donna oggi, La follia della donna (parte I) ed Il rock and roll

## Classifiche
| Posizione | 8 | 11 | 25 | 33 | 31 | 34 | 39 | 35 | 34 | 80 | 74 | 77 | -- | -- | 97 |